# Elsbeth
Elsbeth est une série télévisée américaine créée par Robert et Michelle King, diffusée depuis le 29 février 2024 sur le réseau CBS et en simultané sur le réseau Global au Canada.
Il s'agit d'un spin-off de The Good Wife, diffusé de 2009 à 2016 et de The Good Fight diffusé de 2017 à 2022.
En Belgique francophone, elle est diffusée depuis le 3 septembre 2024 sur La Une, au Québec depuis le 22 septembre 2024 sur le réseau TVA, en Suisse romande sur RTS Un depuis le 29 décembre 2024 et en France, elle est diffusée sur TF1 depuis le 8 janvier 2025.
Chaque épisode est basé sur le principe du Howcatchem (inversion du Whodunit) où le meurtrier, la préparation et la réalisation du meurtre sont révélés dès les premières minutes de l'épisode (la série caractéristique appliquant ce principe étant Columbo).

## Synopsis
Elsbeth Tascioni, une avocate non conventionnelle mais astucieuse qui, après une carrière réussie à Chicago, utilise son point de vue singulier pour faire des observations uniques et coincer des criminels aux côtés du NYPD. Elle est chargée de superviser une surveillance ou un décret de consentement après des arrestations controversées.

## Distribution

### Acteurs principaux
- Carrie Preston (VF : Véronique Alycia) : Elsbeth Tascioni (en)
- Wendell Pierce (VF : Gilles Morvan) : le capitaine Charles Wallace « C. W. » Wagner
- Carra Patterson (en) (VF : Emmanuelle Rivière) : l'officier Kaya Blanke (saisons 1 et 2, puis invitée)

### Acteurs récurrents
- Molly Price (VF : Marjorie Frantz) : le lieutenant Donnelly
- Micaela Diamond (VF : Victoria Grosbois) : l'inspectrice Edwards
- Gloria Reuben (VF : Géraldine Asselin) : Claudia Payne, l'épouse de C. W. Wagner[4]
- Danny Mastrogiorgio (VF : Pierre Tessier) : l'inspecteur Bobby Smullen
- Danny McCarthy (en) : l'agent Fred Celetano (saison 1)
- Fredric Lehne : le lieutenant Dave Noonan (saison 1)
- Ajay Naidu (VF : Yann Guillemot) : Martin Wali (saison 1)
- Daniel Oreskes (en) : le lieutenant Steve Connor (saison 2)
- Daniel K. Isaac (en) : l'inspecteur Buzz Fleming (saison 2)
- Christian Borle : Carter Schmidt (saison 2)
- Ben Levi Ross (en) : Teddy Tascioni (saison 2)
- Michael Emerson : le juge Milton Crawford (saison 2)
- Sullivan Jones : Cameron Clayden (saison 2)

### Invités
- Stephen Moyer (VF : Alexis Victor) : Alex Modarian
- Jesse Tyler Ferguson (VF : Cyrille Monge) : Skip Mason, le créateur de Lavish Ladies, une émission de télé-réalité populaire[5]
- Jane Krakowski (VF : Alexia Lunel) : Joann Lennox, un courtier immobilier haut de gamme
- Linda Lavin (VF : Michèle Bardollet) : Gloria Blecher, présidente du conseil d'administration d'une coopérative
- Retta : Margo Clarke, une entremetteuse
- Kelly AuCoin : Declan Armstrong
- Blair Underwood (VF : Daniel Njo Lobé) : Cliff McGrath, père et entraîneur d'une étoile montante du tennis[6]
- Gina Gershon (VF : Micky Sébastian) : Dr Vanessa Holmes
- Keegan-Michael Key (VF : Serge Faliu) : Ashton Hayes
- Geneva Carr (VF : Vanina Pradier) : Poppy Hayes
- Elizabeth Lail (VF : Julia Vaidis-Bogard) : Quinn Powers
- Arian Moayed (VF : Marc Saez) : Joe
- Laura Benanti (VF : Myrtille Bakouche) : Nadine Clay (saisons 1 et 2)
- André de Shields (en) : Matteo Hart
- Daniel Davis (VF : Jean-Bernard Guillard) : Dr Yablonski (saisons 1 et 2)
- Nathan Lane : Phillip Cross
- Rob Riggle (VF : Constantin Pappas) : Neal Dorsey
- Vanessa L. Williams : Roslyn Bridwell
- Pamela Adlon (VF : Delphine Braillon) : Genevieve Hale
- Jack Davenport : Sam
- Vanessa Bayer : DeeDee Dasher
- Laurie Metcalf : Regina Coburn
- Eric McCormack : Tom Murphy
- Alan Ruck : Bill et Peter Hepson
- Ioan Gruffudd : Angus Oliphant-Donnachaidh
- Matthew Broderick : Lawrence Grey
- Alyssa Milano : Pupetta Del Ponte
- Tracey Ullman : Marilyn Gladwell

 Source et légende : version française (VF) sur RS Doublage et cartons du doublage français sur TF1+.

## Production

### Développement
Le 31 janvier 2023, il a été annoncé qu'un projet pilote avait été commandé par CBS. Il s'agissait d'une commande directe en série, CBS Studios rejoignant la production de la série. La première saison compte dix épisodes.
Le 18 avril 2024, la série est renouvelée pour une deuxième saison.
Le 20 février 2025, CBS annonce le renouvellement de la série pour une troisième saison. Carra Patterson reviendra qu'en tant qu'invitée.

### Casting
Carrie Preston reprend son rôle d'Elsbeth Tascioni. De plus, Wendell Pierce a rejoint le groupe en tant que CW Wagner et Carra Patterson a rejoint le rôle de Kaya Blanke.

## Diffusion
Elsbeth a été diffusé en première le 29 février 2024 sur CBS. La série sera disponible en streaming sur Paramount+.
Au Canada, elle sera diffusée en simultanée sur le réseau Global, à l'exception des provinces maritimes auxquelles elle sera diffusée à 20 h heure locale, soit trois heures en avance sur la diffusion aux États-Unis et dans le reste du Canada.

## Épisodes

### Première saison (2024)
1. Bienvenue à New-York (Pilot)
2. Copropriété mortelle (A Classic New York Character)
3. De la télé à la réalité (Reality Shock)
4. La Flèche de Cupidon (Love Knocked Off)
5. Échec et match (Ball Girl)
6. Esthétique d'un meurtre (An Ear for an Ear)
7. Secrets de mariage (Something Blue)
8. Arnaque artificielle (Artificial Genius)
9. La Belle, la peste et le justicier (Sweet Justice)
10. Elsbeth fait son show (A Fitting Finale)

### Deuxième saison (2024-2025)
Elle est diffusée depuis le 17 octobre 2024.
1. Silence mortel à l'opéra (Subscription to Murder)
2. Haine cosmique  (The Wrong Stuff)
3. Ange ou démon ? (Devil's Night)
4. Les diamants sont mortels (Diamonds Are for Elsbeth)
5. Cheffe, oui cheffe ! (Elsbeth Flips the Bird)
6. Ça sent le sapin (Gold, Frankincense, and Murder)
7. La Jurée no 13 (One Angry Woman)
8. Les Feux de la mort (Toil and Trouble)
9. Une pause s'impose (Unalive and Well)
10. Les Frères ennemis (Finance Bros)
11. Tiny Town
12. Foiled Again
13. Tearjerker
14. Scenes from an Italian Restaurant
15. I See… Murder
16. Hot Tub Crime Machine
17. Four Body Problem
18. I Know What You Did Thirty-Three Summers Ago
19. I've Got a Little List
20. Ramen Holiday

### Troisième saison (2025-2026)
Elle est prévue pour l'automne 2025.